# 関口幸三
関口　幸三（せきぐち　こうぞう、1976年2月9日 - ）は、埼玉県出身の、日本の柔道選手である。階級は60kg級。身長167cm。得意技は背負投。

## 経歴
安行東中学から八潮高校へ進むと、2年の時にはインターハイ軽量級の決勝トーナメント1回戦、3年の時には予選リーグでそれぞれ敗れた。日体大へ進学すると、2年の時には正力杯の60kg級で3位になった。正力国際では決勝で国士舘大学1年の堤時貞に敗れて2位だった。3年の時には正力杯の決勝で東海大学4年の徳野和彦に敗れて2位だった。世界学生では決勝でフランスのヤシヌ・ドゥマを豪快な袖釣込腰で破って優勝を飾った。4年の時にはアジア柔道選手権で優勝を飾った。正力杯でも決勝で大学の2年後輩である石井一行を破って優勝した。正力国際では前回に続いて2位に終わった。大学を卒業後は綜合警備保障の所属になると、2003年には実業個人選手権の66kg級で3位に入った。引退後は郁文館高校の教員となった。その後退職し、帝京科学大学柔道部の監督に就任した。

## 戦績
- 1995年 -　正力杯　3位
- 1996年 -　正力国際　2位
- 1996年 -　正力杯　2位
- 1996年 -　世界学生　優勝
- 1997年 -　正力杯　優勝
- 1997年 -　アジア柔道選手権　優勝
- 1998年 -　正力国際　2位
- 2003年 -　実業個人選手権　3位(66kg級)

(出典、JudoInside.com)。